# Walldorf (Baden-Württemberg)
Walldorf è un comune tedesco di 14 708 abitanti, situato nel land del Baden-Württemberg, a circa 100 km da Francoforte sul Meno.
La cittadina è conosciuta per ospitare il quartier generale della compagnia di software SAP AG. È anche il luogo di nascita dell'imprenditore John Jacob Astor, che al momento della morte era uno degli uomini più ricchi degli Stati Uniti.

## Geografia fisica
Walldorf e la vicina città di Wiesloch (situata ad est di Walldorf) costituiscono due centri praticamente contigui, separati in linea d'aria dalla stazione ferroviaria non a caso identificata con il nome di entrambe le città.
Altri comuni vicini a Walldorf sono: Sandhausen, Leimen, Nußloch, St. Leon-Rot e Reilingen.

## Storia
Walldorf viene menzionata per la prima volta con il nome di Waltdorf in atto di donazione dell'Abbazia di Lorsch datato 20 ottobre 770.
Durante la Guerra dei contadini tedeschi e nel corso della Guerra dei trent'anni, la città fu terreno di battaglie e saccheggi. Nel 1689, nel corso della Guerra della Grande Alleanza, Walldorf andò incontro ad una completa distruzione ed alla decimazione della popolazione allora residente. Terminati i conflitti, furono molti coloro che per motivi religiosi cercarono rifugio in questa zona in particolare dalla vicina Svizzera, tra questi anche la famiglia Astor.
Dopo la seconda guerra mondiale, circa un migliaio di profughi si stabilirono in questa zona. 
La fortuna economica della città iniziò intorno agli anni '50 con la proliferazione dell'industria della stampa e della nota Heidelberg Druckmaschinen. Intorno agli anni '70, Walldorf diventò la sede principale di SAP, azienda altamente specializzata nella produzione di software. Soprattutto grazie al successo di quest'ultima, oggi Walldorf è una delle città più ricche d' Europa e uno dei centri economici più attraenti dell'intera Germania.

## Siti di interesse culturale
Astorhaus: alla sua morte, nel 1848, Johann Jacob Astor, divenuto nel frattempo uno degli uomini più ricchi d'America, lasciò alla città natale 50 000 dollari, da destinarsi all'aiuto dei poveri. Con questa somma venne costruito l'Astorhaus, che fino al 1936 fu utilizzato come centro di accoglienza per poveri e orfani.
Oggi la struttura ospita uno dei musei della città.
Chiesa evangelica protestante: è uno dei monumenti più importanti di Walldorf. Costruita in stile neogotico tra il 1856 ed il 1861, al suo interno si trova l'altare con Cristo in croce costruito da Joseph Anton Nikolaus Settegast.
Chiesa cattolica: costruita nel 1787 ed ampliata tra il 1961 - 1963, l'edificio ospita gli affreschi di Valentin Feuerstein rappresentanti i quattro apostoli Luca, Matteo, Marco e Giovanni.

## Economia

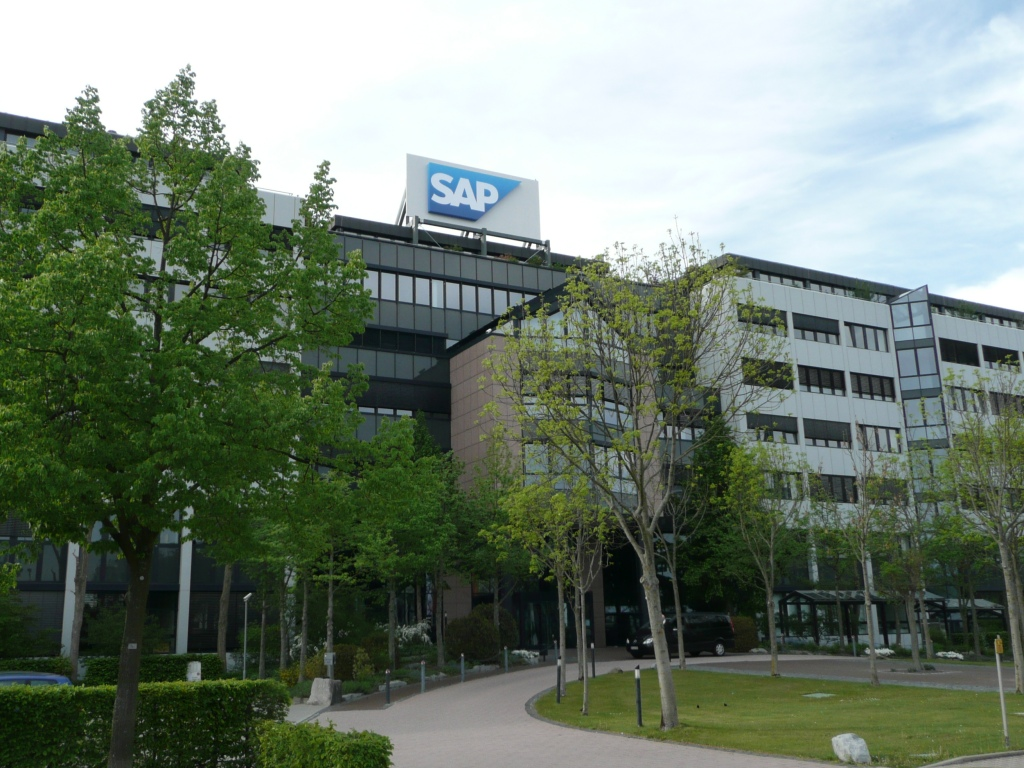
Sede di SAP.

Fino alla fine del XIX secolo, Walldorf fu un centro rurale dedicato principalmente alla produzione di tabacco, luppolo e asparagi. 
Oggi in Walldorf si trovano tanti posti di lavoro quanti abitanti. Per questa ragione il centro è diventato un polo economico di attrazione per tutta la zona circostante. Oggi l'economia della città si basa sull'attività di aziende impegnate nei seguenti settori: informatica (SAP), stampa (Heidelberger Druckmaschinen), arredamento (IKEA), pitture e vernici, edilizia.

## Amministrazione

### Gemellaggi
- Astoria, Oregon, USA, dal 1963
- Kırklareli, Turchia, dal 1970
- Saint-Max, Francia, dal 1985
- Waldorf, Maryland, USA, dal 2002
- Freeport, New York, USA, dal 2003

## Galleria d'immagini

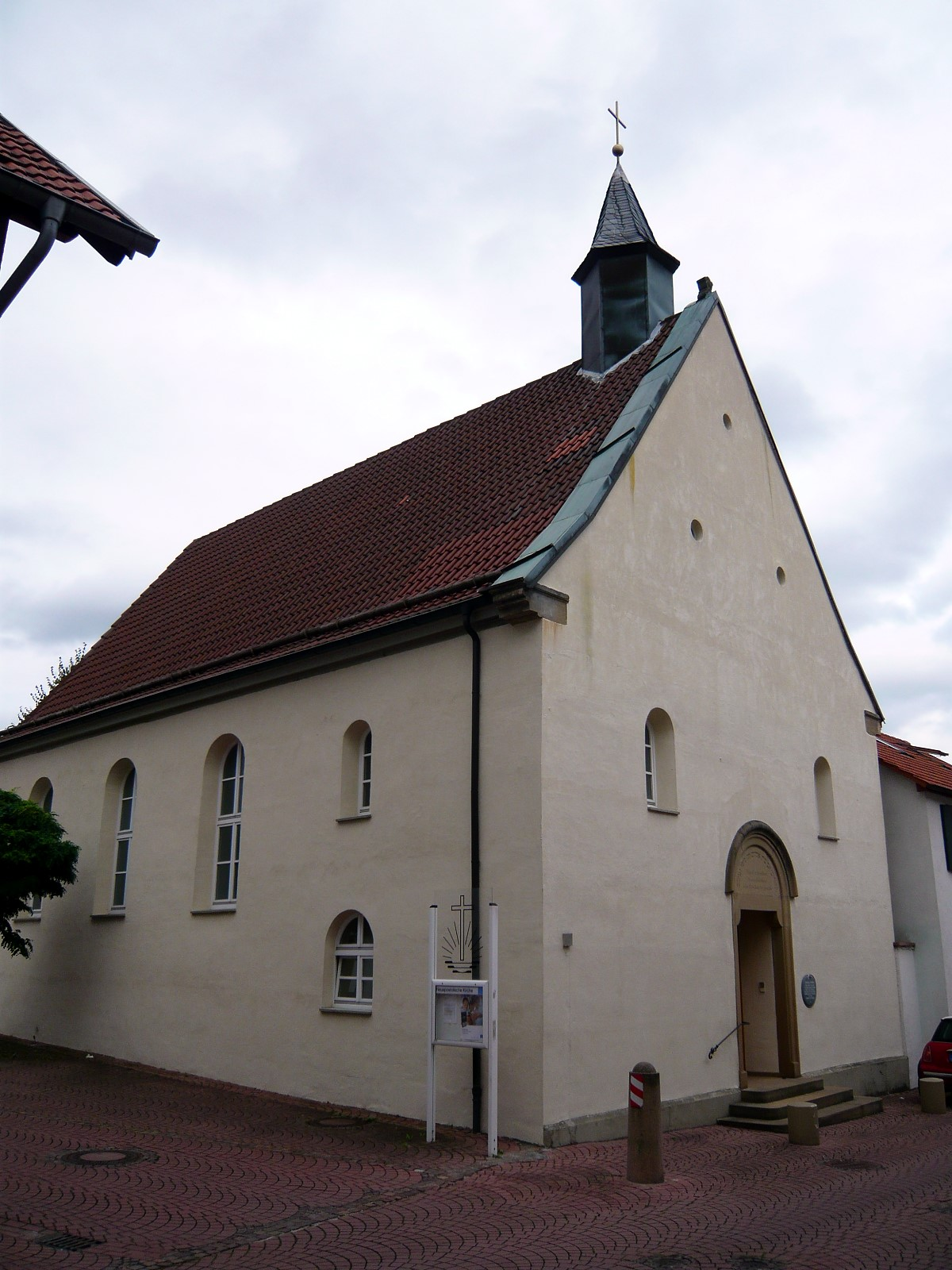
Vecchia Sinagoga
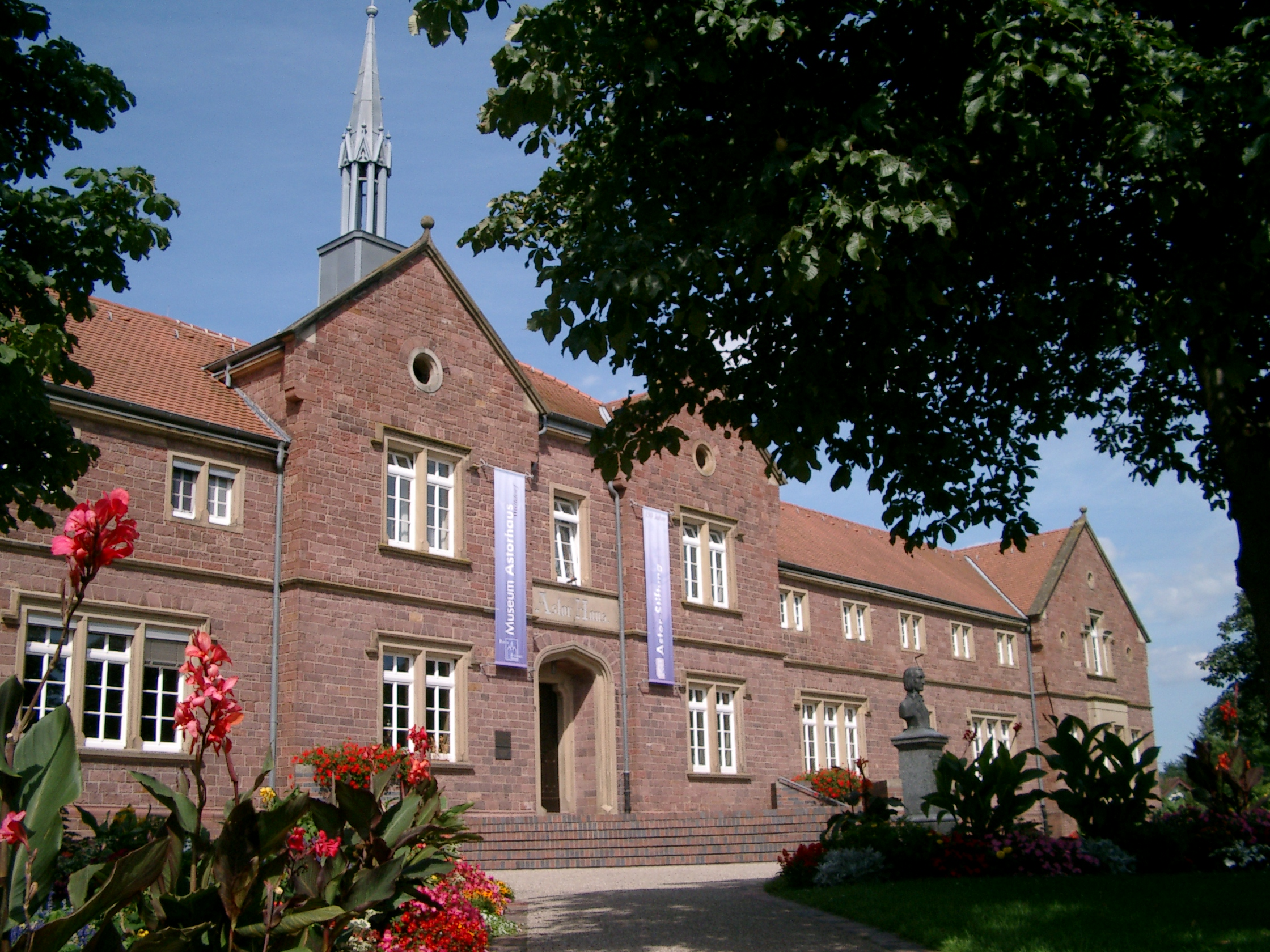
Astorhaus
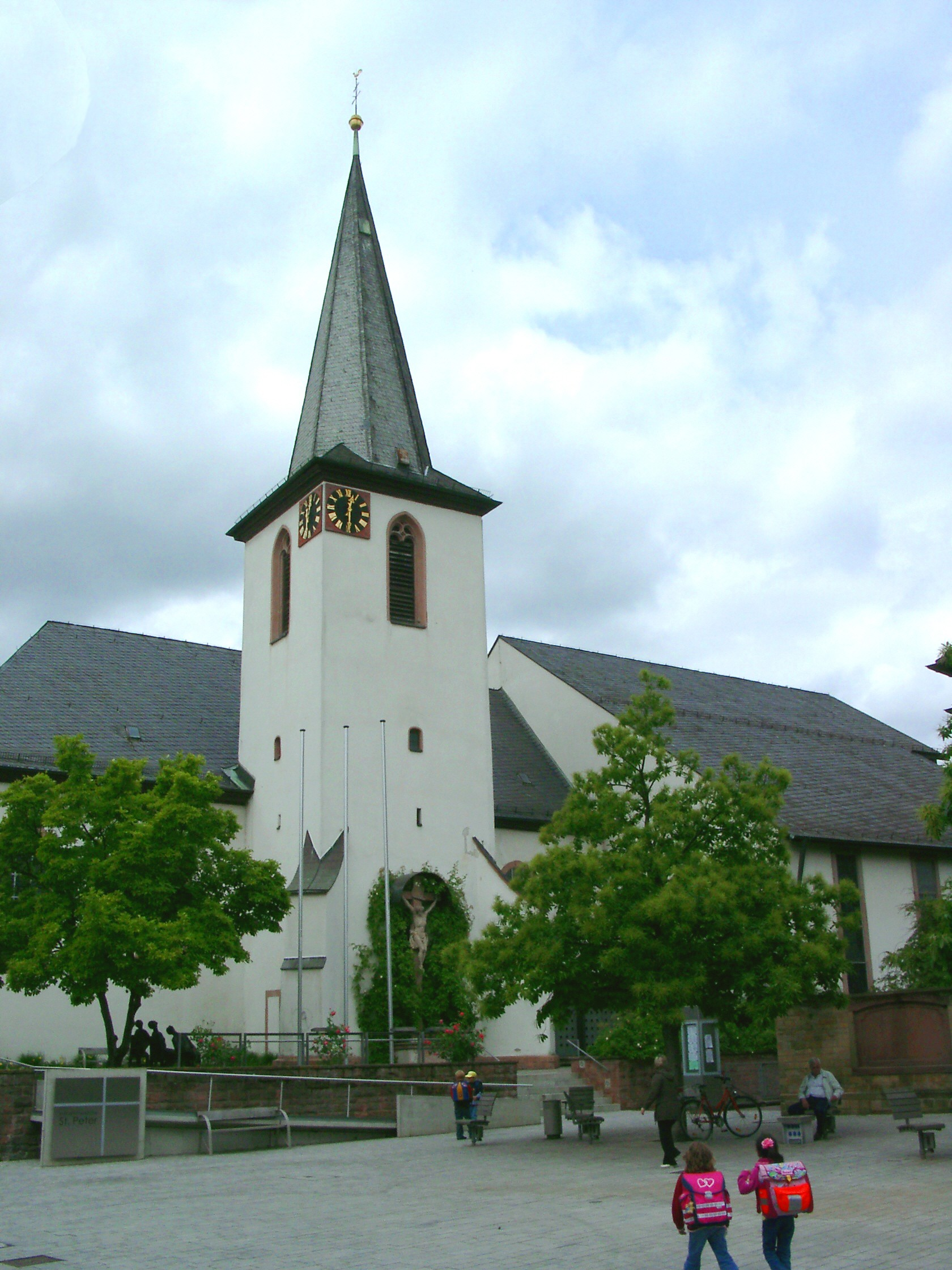
Chiesa cattolica
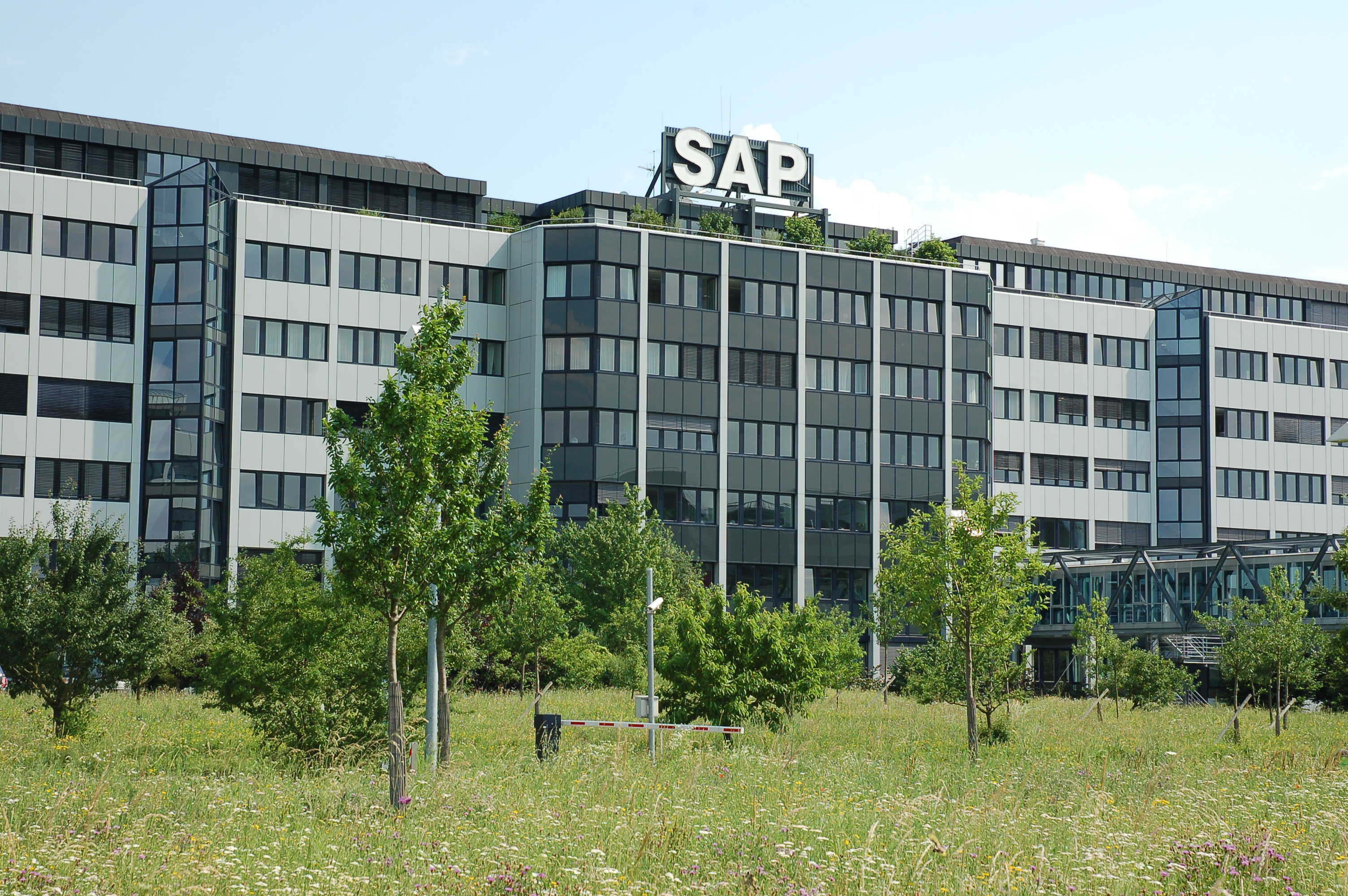
Quartier generale SAP